# Derby Berlina w piłce nożnej
Derby Berlina (niem. Berliner Derby) – nazwa derbowych meczów piłki nożnej pomiędzy 1. FC Union Berlin i Herthą BSC oraz w przeszłości pomiędzy 1. FC Union Berlin a BFC Dynamo oraz między Herthą BSC a Tennis Borussia Berlin.

## Dzieje derbów
Do upadku muru berlińskiego Hertha BSC i 1. FC Union Berlin nie miały okazji rozgrywać meczów derbowych. W Berlinie Zachodnim występująca w Bundeslidze Hertha BSC sporadycznie rozgrywała mecze derbowe z Tennis Borussią Berlin, natomiast w Berlinie Wschodnim 1. FC Union Berlin rozgrywał mecze derbowe z BFC Dynamo w ramach DDR Ligi. Pierwsze spotkanie pomiędzy Herthą a Unionem, będące meczem towarzyskim, zostało rozegrane 27 stycznia 1990 roku.

## Wykaz derbów 1. FC Union Berlin – Hertha BSC
| Data              | Wynik | Zwycięzca    | Rozgrywki     | Stadion                        | Frekwencja |
| ----------------- | ----- | ------------ | ------------- | ------------------------------ | ---------- |
| 17 września 2010  | 1–1   | remis        | 2. Bundesliga | Stadion An der Alten Försterei | 18 432     |
| 5 lutego 2011     | 1–2   | Union Berlin | 2. Bundesliga | Stadion Olimpijski             | 74,244     |
| 3 września 2012   | 1–2   | Hertha BSC   | 2. Bundesliga | Stadion An der Alten Försterei | 16,750     |
| 11 lutego 2013    | 2–2   | remis        | 2. Bundesliga | Stadion Olimpijski             | 74,244     |
| 2 listopada 2019  | 1–0   | Union Berlin | Bundesliga    | Stadion An der Alten Försterei | 22,012     |
| 22 maja 2020      | 4–0   | Hertha BSC   | Bundesliga    | Stadion Olimpijski             | 0          |
| 4 grudnia 2020    | 3–1   | Hertha BSC   | Bundesliga    | Stadion Olimpijski             | 0          |
| 4 kwietnia 2021   | 1–1   | remis        | Bundesliga    | Stadion An der Alten Försterei | 0          |
| 20 listopada 2021 | 2–0   | Union Berlin | Bundesliga    | Stadion An der Alten Försterei | 22,012     |
| 19 stycznia 2022  | 2–3   | Union Berlin | Puchar DFB    | Stadion Olimpijski             | 3,000      |
| 9 kwietnia 2022   | 1–4   | Union Berlin | Bundesliga    | Stadion Olimpijski             | 74,667     |
| 6 sierpnia 2022   | 3–1   | Union Berlin | Bundesliga    | Stadion An der Alten Försterei | 22,012     |
| 28 stycznia 2023  | 0–2   | Union Berlin | Bundesliga    | Stadion Olimpijski             | 74,667     |